# DJ Envy
Raashaun Casey (Nova York, 3 de setembro de 1977), mais conhecido pelo seu nome artístico DJ Envy é um DJ americano.
Ele também trabalha numa estação de rádio.

## Discografia

### Álbuns de estúdio
- The Desert Storm Mixtape: Blok Party, Vol. 1 (2003)
- The Co-Op (with Red Cafe) (2007)